# 欧拉特
欧拉特（西班牙語：Eulate）是西班牙纳瓦拉的一个市镇。总面积8平方公里，总人口364人（2001年），人口密度46人/平方公里。